# Sonic Advance
Sonic Advance är ett 2001-Sidscrollandeplattformsspel som publiceras av Sega, THQ och Infogrames för Game Boy Advance (GBA). Det var det första Sonic the Hedgehog-spelet som skulle släppas på en Nintendo-plattform och producerades till minne av serien tioårsjubileum. Berättelsen följer Sonic, Tails, Knuckles och Amy när de reser för att stoppa doktor Eggman från att ta över världen. Kontrollerar en karaktär, spelarna har till uppgift att fullborda varje nivå, besegra Eggman och hans robot armé och samla de sju Chaos Emeralds.